# Associação Chinesa de Voleibol
A Associação Chinesa de Voleibol  (em inglês: Chinese Volleyball Association  - CVA) é  uma entidade não governamental, sem fins lucrativos que controladora do voleibol na China. Foi fundado no ano de 1953, sendo membro da  Federação Internacional de Voleibol e da Confederação Asiática de Voleibol. A entidade é responsável por  organizar  os torneios de  voleibol no país.

## Ligações Externas
- Site oficial